# Petr Vodička
Petr Vodička (* 6. července 1974 Praha) je český divadelní herec a režisér. Vystudoval alternativní a loutkové herectví na DAMU, kde pokračoval ve studiu režie a dramaturgie. Působí nebo působil v divadlech: Divadlo Minor, Naivní divadlo Liberec, Divadlo Alfa, Divadlo Aqualung, Divadlo U Hasičů, Palác Akropolis, Městské divadlo Kladno, Západočeské divadlo v Chebu.
V roce 2017 měl premiéru jeho krátký animovaný film Vánoční svatba sněhuláka Karla.

## Rozhlasové hry
- 2015 Kosmo 1 (Průzkum vesmíru začíná) Sci-fi pohádka o ohromné síle posvátného Tyčánku a Půlvejce, o boji a usmíření Černého a Zelenomodrožlutého krále napsal a režii má Petr Vodička. Hudba David Hlaváč. Dramaturgie Zuzana Drtinová Vojtíšková. Účinkují: Marek Holý, Marek Němec, Miroslav Táborský, Filip Kaňkovský, Šárka Vaculíková, Jiří Ployhar, Magdalena Zimová, Lubor Šplíchal, Václav Rašilov, Tomáš Procházka, Zbigniew Kalina, Ivana Lokajová, Arnošt Goldflam, Ondřej Bauer, Pavol Smolárik, Ondřej Nosálek, Gustav Hašek, Petr Reif a Miloš Mazal.[2]
- 2015 Hlasový umělec, hrají: Jaroslav Plesl, Ivan Trojan, Helena Dvořáková, Lukáš Hlavica, David Novotný, Josef Plechatý, Vasil Fridrich, Lucie Pernetová, Miroslav Hanuš a Lubor Šplíchal, dramaturgie: Kateřina Rathouská, režie: Petr Vodička, Český rozhlas, 2015[3]
- 2017 Láska je dobrej matroš, Třídílná rozhlasová hra o tom, jak studentka Veronika Karafiátová hledá opravdovou lásku. Hrají: Šárka Vaculíková, Ivan Trojan, Natálie Drebiščáková, Luboš Veselý, Lucie Polišenská, Ondřej Rychlý, Veronika Lazorčáková, Anna Theimerová, Eva Leinweberová, Radovan Klučka, Miloš Mazal, Gustav Hašek, Martina Hudečková a další, dramaturgie: Kateřina Rathouská, hudba a zvukový design: Filip Veret. Režie: Petr Vodička.[4]